# Domitios Kallistratos
Domitios Kallistratos (lateinisch Domitius Callistratus) war ein antiker griechischer Lokalhistoriker.
Er schrieb eine Lokalgeschichte seiner Heimatstadt Herakleia Pontike in mindestens sieben Büchern, die nur aus Zitaten bekannt ist. Unklar ist, ob er mit einem Kallistratos zu identifizieren ist, der über die Insel Samothrake schrieb und wohl in der ersten Hälfte des 1. Jahrhunderts v. Chr. lebte. Allerdings geht der Gentilname Domitius wie bei vielen anderen Bithyniern vermutlich auf eine Verleihung des römischen Bürgerrechts durch den Prokonsul Gnaeus Domitius Ahenobarbus in den Jahren 38 bis 35 v. Chr. zurück. Demnach lebte Domitios wohl erst in der römischen Kaiserzeit. Unbekannt ist, ob er sein Werk vor oder nach Memnon von Herakleia verfasste.

## Textausgaben
- Die Fragmente der griechischen Historiker Nr. 433